# فاطمه همایون‌مقدم
فاطمه همایون‌مقدم (۳۰ فروردین ۱۳۲۴ در آذرشهر - ۵ بهمن ۱۳۷۵) نمایندهٔ حوزهٔ انتخابیهٔ تبریز در دورهٔ چهارم مجلس شورای اسلامی بوده‌است. او در این مدت عضو کمیسیون فرهنگ و آموزش عالی بوده‌است.

## زندگی‌نامه
فاطمه همایون‌مقدم در سال ۱۳۲۴ در آذرشهر زاده شد. او پس از پایان تحصیلات متوسطه، رشته الهیات را در دانشگاه ادامه داد و سرانجام در رشته برنامه‌ریزی و مدیریت موفق به کسب دانشنامه کارشناسی ارشد شد. او همزمان با دانشگاه دروس حوزوی را تا سطح دو به اتمام رسانید و یک سال نیز در دروس خارج از فقه شرکت کرد. وی فعالیت‌های سیاسی خود را از سال ۱۳۵۰ آغاز کرد و پس از پیروزی انقلاب اسلامی با عضویت در حزب جمهوری اسلامی به فعالیت‌های سیاسی خویش ادامه داد و سپس به عضویت جامعه اسلامی فرهنگیان و جامعه زینب درآمد. او یک دبیر آموزش و پرورش بود و مدیریت چندین حوزه علمیه را نیز در کارنامه خود دارد.
همایون‌مقدم در سال ۷۱ از سوی مردم تبریز به نمایندگی مجلس انتخاب گردید. او پس از نمایندگی به سمت بازرس وزارت آموزش وپرورش منصوب شد و برای مدتی نیز در دانشگاه شهید بهشتی و دانشگاه آزاد اسلامی به تدریس پرداخت. او در یک حادثه رانندگی در شهرستان میاندوآب در ۵ بهمن ۱۳۷۵ درگذشت.

## تاریخچه انتخابات
| سال  | انتخابات | رای     | درصد  | نتیجه |
| ---- | -------- | ------- | ----- | ----- |
| ۱۳۷۰ | مجلس     | ۱۷۶٬۶۴۶ | ۳۰٫۴۰ | برنده |